# Sporting Huelva
Sporting Huelva – hiszpański klub piłki nożnej kobiet, mający siedzibę w mieście Huelva, na południu kraju. Od sezonu 2006/07 występuje w rozgrywkach Ligi F.

## Historia
Chronologia nazw:
- 2004: Sporting Huelva

Kobieca drużyna piłkarska Sporting Huelva została założona w Huelvie w 2004 roku. Wcześniej od 2 lipca 1979 do sezonu 1987/88 funkcjonował męski klub piłkarski, który w 2004 został reaktywowany i przekształcony w kobiecy. W sezonie 2004/05 drużyna startowała w regionalnych rozgrywkach Liga Andalusa, którą wygrała i awansowała do Ligi Nacional (D2). W sezonie 2005/06 zespół zwyciężył w grupie 5 drugiej dywizji i zdobył promocję do gry na najwyższym poziomie. W sezonie 2006/07 debiutował w Superlidze, zajmując 10.miejsce. W sezonie 2014/15 klub osiągnął swój największy sukces, zdobywając Puchar Hiszpanii. Klub nosił różne nazwy w zależności od głównych sponsorów, oficjalnie nazywając się Sporting Puerto de Huelva oraz Fundación Cajasol Sporting.

## Barwy klubowe, strój, herb, hymn
|  |  |

Klub ma barwy biało-niebieskie. Piłkarki domowe spotkania zazwyczaj grają w pasiastych biało-niebieskich koszulkach, białych spodenkach oraz białych getrach.
Herb klubu został wykonany w formie tarczy o sylwetce serca. Po lewej stronie widnieją statek oraz kotwica. Pośrodku po skośnej umieszczona biała taśma z nazwą klubu "Sporting Club de Huelva". Nad górze tarczy znajduje się piłka nożna wykonana z dwoma rozgałęzionymi bokami. Pod taśmą z nazwą klubu widnieją trzy pionowe biało-niebieskie paski, które symbolizują kolory kluby.

## Sukcesy

### Trofea międzynarodowe
Do chwili obecnej klub jeszcze nigdy nie zakwalifikował się do rozgrywek europejskich.

### Trofea krajowe
| \| \| Zdobyte trofea w rozgrywkach Hiszpanii (stan na: 31-05-2023) \| |                                                              |      |                                    |
| Rozgrywki                                                             | Osiągnięcie                                                  | Razy | Sezon(y)                           |
| Mistrzostwo                                                           | I miejsce                                                    | 0    |                                    |
| Mistrzostwo                                                           | II miejsce                                                   | 0    |                                    |
| Mistrzostwo                                                           | III miejsce                                                  | 0    |                                    |
| Mistrzostwo                                                           | 8.miejsce                                                    | 4    | 2011/12, 2013/14, 2014/15, 2015/16 |
| Puchar                                                                | zdobywca                                                     | 1    | 2014/15                            |
| Puchar                                                                | finalista                                                    | 1    | 2021/22                            |
| II liga                                                               | I miejsce                                                    | 1    | 2005/06 (gr.5)                     |
| II liga                                                               | II miejsce                                                   | 0    |                                    |
| II liga                                                               | III miejsce                                                  | 0    |                                    |
| Hiszpania                                                             | Zdobyte trofea w rozgrywkach Hiszpanii (stan na: 31-05-2023) |      |                                    |

### Inne trofea
- Liga Andalusa: (D3)
  - mistrz (1): 2004/05
- Copa Federación:
  - zdobywca (1): 2003
- Copa de Andalucía:
  - zdobywca (2): 2014, 2015

## Poszczególne sezony

### Rozgrywki międzynarodowe

#### Europejskie puchary
Nie uczestniczył w rozgrywkach europejskich.

### Rozgrywki krajowe
| \| Hiszpania \| Bilans występów klubu w rozgrywkach piłkarskich Hiszpanii (Stan na 31 maja 2023 r.) \| \| |                                                                                     |        |       |   |   |   |    |    |     |            |        |        |      |
| Poziom | Rozgrywki                                                                           | Sezony | Mecze | Z | R | P | B+ | B– | Pkt | Lata       | Awanse | Spadki | Naj. |
| I | Superliga / Primera División / Liga F                                               | 17     |       |   |   |   |    |    |     | od 2006/07 | 0      | 0      | 8    |
| II | Liga Nacional / Segunda División                                                    | 1      |       |   |   |   |    |    |     | 2005/06    | 1      | 0      | 1    |
| III | Liga Andalusa                                                                       | 1      |       |   |   |   |    |    |     | 2004/05    | 1      | 0      | 1    |
| | Puchar Hiszpanii                                                                    | 9      |       |   |   |   |    |    |     | od 2009/10 | 0      | 0      | 1    |
| Hiszpania                                                                                                 | Bilans występów klubu w rozgrywkach piłkarskich Hiszpanii (Stan na 31 maja 2023 r.) |        |       |   |   |   |    |    |     |            |        |        |      |

## Piłkarki, trenerzy, prezydenci i właściciele klubu

### Trenerzy
- 2004–2020: Antonio Toledo Sánchez
- 2020–2021: Jennifer Benítez Ortiz
- od 2021: Antonio Toledo Sánchez

## Struktura klubu

### Stadion
Drużyna rozgrywa swoje mecze domowe na stadionie Campo del C.D. Lamiya, w Huelvie, który może pomieścić 1.500 widzów.

## Kibice i rywalizacja z innymi klubami

### Derby
- Real Betis
- Sevilla FC
- CD Híspalis